# Debi Derryberry
Debi Derryberry (Indio, 27 settembre 1960) è una doppiatrice statunitense.
È stata sposata dal 2000 al 2012 con Harvey L. Jordan.

## Filmografia parziale

### Attrice
- iCarly (2008-2009)
- Cesar Chavez, regia di Diego Luna (2014)

### Doppiatrice
- Ecco Pippo! (1 episodio, 1992)
- Aladdin (1992)
- Toy Story - Il mondo dei giocattoli (1995)
- Il gobbo di Notre Dame (1996)
- Hercules (1997)
- Pocahontas II - Viaggio nel nuovo mondo (1998)
- A Bug's Life - Megaminimondo (1998)
- Timon e Pumbaa (3 episodi, 1995-1999)
- Haunting - Presenze (1999)
- Toy Story 2 - Woody e Buzz alla riscossa (1999)
- Lilli e il vagabondo II - Il cucciolo ribelle (2000)
- Jimmy Neutron - Ragazzo prodigio (2001)
- Le avventure di Jimmy Neutron (2002-2006)
- Koda, fratello orso (2003)
- Mucche alla riscossa (2004)
- L'era glaciale 2 - Il disgelo (2006)
- Uno zoo in fuga (2006)
- Yakuza (2006)
- La leggenda della montagna incantata (2010)
- Cattivissimo me 2 (2013)
- Il viaggio di Norm (Norm of the North), regia di Trevor Wall (2016)
- Qualcuno salvi il Natale (The Christmas Chronicles), regia di Clay Kaytis (2018)
- Qualcuno salvi il Natale 2 (The Christmas Chronicles 2), regia di Chris Columbus (2020)

#### Videogiochi
- B.J. da bambino in Wolfenstein II: The New Colossus (2017)

## Doppiatrici italiane
Da doppiatrice è sostituita da
- Cinzia Massironi in Wolfenstein II: The New Colossus[1]